# Função distribuição
Em teoria cinética molecular em física, a função distribuição de uma partícula é a função de sete variáveis, {\displaystyle f(x,y,z,t;v_{x},v_{y},v_{z})}, a qual dá o número de partículas por unidade de volume num espaço de fase. É o número de partículas tendo aproximadamente a velocidade {\displaystyle (v_{x},v_{y},v_{z})} próxima ao local {\displaystyle (x,y,z)} e o tempo {\displaystyle (t)}. A normalização usual desta função é
{\displaystyle n(x,y,z,t)=\int f\,dv_{x}\,dv_{y}\,dv_{z}}
{\displaystyle N(t)=\int n\,dx\,dy\,dz}
Aqui, N é o número total de partículas e n é o número densidade de partículas - o número de partículas por unidade de volume, ou a densidade dividida pela massa de partículas individuais.
As funções distribuição de partículas são frequentemente usadas em física de plasma para descrever interações onda-partícula e instabilidades velocidade-espaço. Funções distribuição são também usadas em mecânica dos fluidos e mecânica estatística.
A função distribuição básica usa a constante de Boltzmann {\displaystyle k} e temperatura {\displaystyle T} com o número densidade para modificas a distribuição normal:
{\displaystyle f={\frac {n}{\sqrt {(2\pi RT)^{3}}}}\exp \left({-{\frac {m(v_{x}^{2}+v_{y}^{2}+v_{z}^{2})}{2kT}}}\right)}
Funções distribuição relacionadas devem permitir um fluxo fluido maior, nos casos em que a velocidade original é fixada, então que o numerador do expoente é {\displaystyle m((v_{x}-u_{x})^{2}+(v_{y}-u_{y})^{2}+(v_{z}-u_{z})^{2})}; {\displaystyle (u_{x},u_{y},u_{z})} é a maior velocidade do fluido. Funções distribuição podem também representar temperaturas não isotrópicas, nas quais cada termo no expoente é dividido por uma diferente temperatura.
Teorias sobre plasma tais como a magnetoidrodinâmica podem considerar as partículas como estando em equilíbrio termodinâmico. Neste caso, a função distribuição é Maxwelliana. Esta função distribuição trata o fluxo fluido e diferentes temperaturas em direções paralelas a, e perpendiculares a, o campo magnético local. Funções fistribuição mais complexas podem também ser usadas dado que plasmas raramente estão em equilíbrio térmico.
O análogo matemático da distribuição é uma medida; a evolução no tempo de uma medida num estado de fase é o tópico estudado em sistemas dinâmicos.  